# Victor García
Victor García (São Miguel de Tucumã, 16 de dezembro de 1934 — Paris, 28 de agosto de 1982) foi um diretor teatral e cenógrafo argentino que trabalhou no Brasil. 
No começo da década de 1960 muda-se para a Europa, estreando em 1963 com a montagem de Ubu Rei de Alfred Jarry, com cenografia de Jérôme Savary. Tornou-se conhecido na Europa por sua montagem de O cemitério de Automóveis de Fernando Arrabal, considerada uma das grandes montagens do teatro de vanguarda, em sua época.

## Biografia
Victor García nasceu perto da Cordilheira dos Andes e foi criado em uma casa grande de fazenda entre quatro irmãs e muitas tias. Estudou escultura, pintura, arte dramática, dança contemporânea e composição.
Seu nome sempre foi associado a experimentações do teatro de vanguarda nas décadas de 60 e 70. Veio para o Brasil em 1967, convidado pela atriz e empresária Ruth Escobar e aqui montou algumas das principais  encenações teatrais brasileiras dessa época, como O Balcão, Cemitério de Automóveis, As Criadas e Yerma.
A peça Cemitério de Automóveis foi levada a Portugal em 1972, numa produção de Ruth Escobar, num espaço cénico criado num terreno baldio em Cascais. 
Referência obrigatória quando se fala do teatro brasileiro contenporâneo, suas montagens no Teatro Ruth Escobar ficaram muitos meses em cartaz, sendo que O Balcão cumpriu uma temporada de quase dois anos em São Paulo. Era o encenador preferido de Fernando Arrabal, que sobre ele declarou: "A revolução do teatro moderno não foi feita por Artaud, apesar dos seus méritos, mas pelo tucumano Víctor García"
Do Brasil, transferiu-se para a França, onde morreu aos 48 anos, alguns meses após montar o espetáculo Divinas palavras, no Teatro do Palácio de Chaillot, em Paris.
Antes de trabalhar no Brasil, Víctor Garcia esteve durante três anos com o CITAC-Círculo de Iniciação Teatral da Academia de Coimbra, Portugal, grupo fundado por estudantes daquela Universidade em 1956, existindo ainda (2017).
A sua colaboração iniciou-se no ano lectivo de 1965-1966, quando encenou Autos Sacramentais  e O Grande Teatro do Mundo de Calderón de La Barca, e anónimos portugueses do século XVI. Com O Grande Teatro do Mundo, o CITAC participou da Bienal de Paris, em novembro de 1967, com grande repercussão na imprensa especializada, e do Festival de Teatro Universitário de Liège, Bélgica. Posteriormente, o espetáculo foi gravado e exibido na RTV belga. Em 1966-1967, García encenou Assim que passem cinco anos, de García Lorca e, em 1967-1968, Parábola do Banquete, de Paul Claudel.
Além de trabalhar no Brasil e de Portugal (Cascais/Lisboa) no início dos anos 1970 e  nos anos 1980, dirigiu o Festival Internacional de Babilónia, no Iraque.
Em 1982, García morreu em circunstâncias não reveladas, e seu caixão, lacrado, foi acompanhado por atores brasileiros. 